# رانبینگ
رانبینگ (به لهستانی:  Rąbiń) یک روستا در لهستان است که در گمینا کژوینگ واقع شده‌است. رانبینگ ۳۶۵ نفر جمعیت دارد و ۸۰ متر بالاتر از سطح دریا واقع شده‌است.